# Giorgos Koutroubis
Giorgos Koutroubis, född den 2 oktober 1991 i Aten, är en grekisk fotbollsspelare. Han spelar sedan 2020 som försvarare och mittfältare för ungerska Újpest.

## Karriär
I september 2020 värvades Koutroubis av ungerska Újpest.